# 丹达迪希
丹达迪希（Dhandadihi），是印度西孟加拉邦Barddhaman县的一个城镇。总人口3843（2001年）。

## 人口
该地2001年总人口3843人，其中男性2107人，女性1736人；0—6岁人口368人，其中男181人，女187人；识字率63.62%，其中男性为69.58%，女性为56.39%。